# Erika Romberg
Erika Romberg (* 12. Februar 1957 in Bad Honnef) ist eine ehemalige deutsche Politikerin (GAL, AL, Bündnis 90/Die Grünen). Von 1986 bis 1989 gehörte sie der Hamburgischen Bürgerschaft an.

## Leben und Wirken

### Beruflicher Werdegang
Erika Romberg besuchte das Neusprachliche Gymnasium Nonnenwerth/Remagen, wo sie 1975 das Abitur erlangte. Danach studierte sie Maschinenbau an der RWTH Aachen und schloss 1982 als Diplom-Ingenieurin ab. Ab 1983 arbeitete sie für die Hamburger Baubehörde, ab 1985 war sie dort Baurätin bzw. Oberbaurätin für Maschinenbau und Elektrotechnik.

### Politischer Werdegang
1986 trat Romberg der GAL bei. Diese stellte zur Bürgerschaftswahl im gleichen Jahr erstmals eine reine Frauenliste auf, der Romberg angehörte. Im November zog sie in die 12. Hamburgische Bürgerschaft ein. Der Schwerpunkt ihrer politischen Arbeit lag im Bereich Energiewirtschaft. Bei der Bürgerschaftswahl in Hamburg 1987 wurde sie wiedergewählt. Im Februar 1989 schied sie aufgrund der in ihrer Partei üblichen Rotation aus der Bürgerschaft aus. Von 1989 bis 1990 gehörte sie dem Landesvorstand der GAL an. Neben ihrer politischen Arbeit war sie unter anderem Mitglied des Freiburger Öko-Instituts, mit dem sie als Bürgerschaftsabgeordnete zusammenarbeitete und in dessen Vorstand sie ehemals saß.
Später ging Romberg nach Berlin. Dort vertrat sie die Alternative Liste bzw. Bündnis 90/Die Grünen in der Bezirksverordnetenversammlung von Berlin-Kreuzberg. Von 1990 bis 1996 war sie als Baustadträtin (Bezirksstadträtin für Bau- und Wohnungswesen) in Kreuzberg tätig. Mediale Aufmerksamkeit erregte ihr Widerstand gegen den von Peter Strieder favorisierten neuen Standort für das Tempodrom am Anhalter Bahnhof, den sie aus Naturschutzgründen ablehnte. Schließlich entzog ihr das Bezirksamt das Planungsverfahren. 1996 wurde Romberg von den Grünen als Bezirksbürgermeisterin nominiert, konnte sich jedoch gegen den Widerstand von SPD und CDU nicht durchsetzen. Sie erhielt in diesem Jahr keinen neuen Posten im Bezirksamt. 1998 legte sie aus beruflichen Gründen auch ihr Mandat als Bezirksverordnete nieder. Sie arbeitete zu dieser Zeit für das Beratungsunternehmen Drees & Sommer. Im Juni 2001 ernannte sie der rot-grüne Berliner Senat zur Staatssekretärin der Senatorin für Wirtschaft und Technologie, Juliane von Friesen. Damit trat sie die Nachfolge von Gisela Meister-Scheufelen an. Im Januar 2002 wurde sie, unter Senat Wowereit II und rot-roter Koalition, wieder aus dem Amt entlassen.
Von 2004 bis 2006 war Romberg Geschäftsführerin der kommunalen Entwicklungsgesellschaft Neuenhagen. Seit 2010 ist sie für das Bundesamt für Bauwesen und Raumordnung tätig. Dort leitet sie das Referat für Baucontrolling, Verwaltungskostenerstattung und Sonderprogramme.